# Геология Северной Македонии

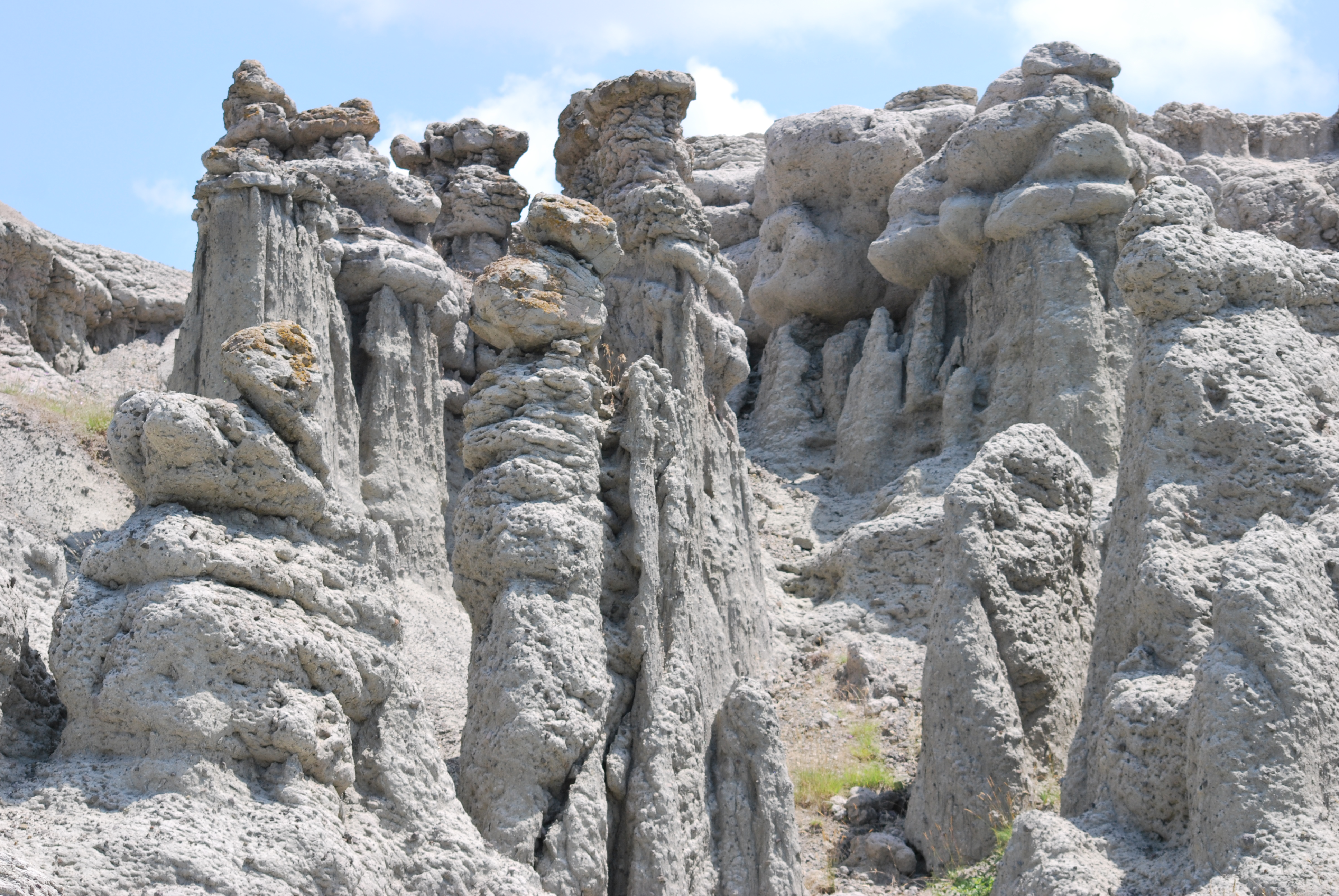
Скальные башни в Куклице

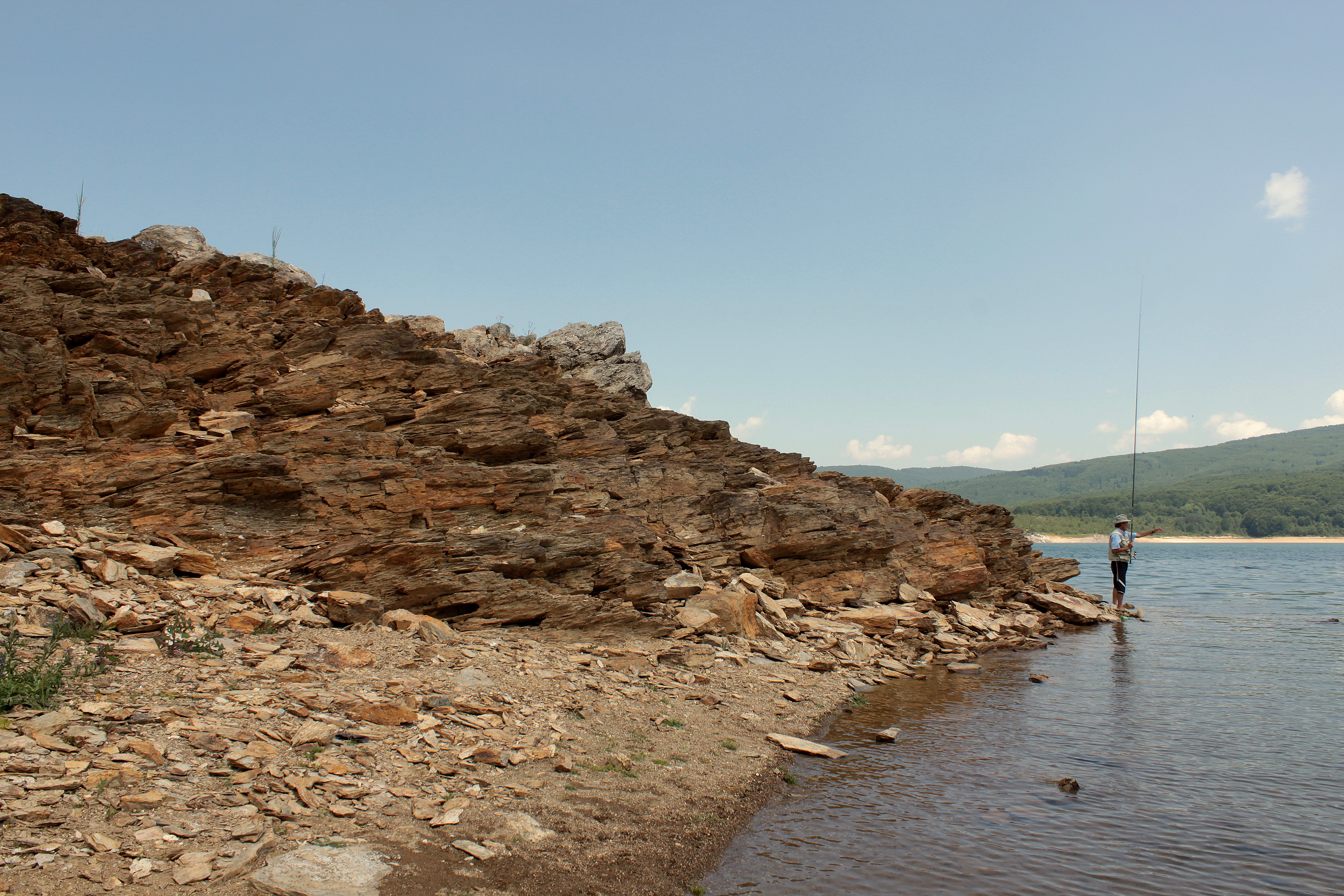
Скалы на берегу озера Маврово

Геология Северной Македонии включает изучение пород, относящихся к докембрию, а также широкий спектр вулканических, осадочных и метаморфических пород, образовавшихся за последние 541 миллион лет[страница не указана 1305 дней].

## Стратиграфия, тектоника и геологическая история
Докембрийские образования включают сильно метаморфизованные кристаллические породы и выделяются как пелагонский горст-антиклинорий (также известный как пелагон) вместе с некоторыми блоками в зоне Вардар. Они широко распространены в Сербско-Македонском массиве. Нижняя часть сегмента представлена гнейсом, биотитом, мусковитом, магматизированным и авген-гнейсом, метагаббро, эклогитом, амфиболитом, амфиболитовым сланцем и слюдистым мрамором. В верхнем сегменте представлены различные типы слюдистых сланцев, гранита, кианита и ставролита. Верхний докембрий Pelagon Horst Anticlinorium включает смешанные серии гнейсов, слюдистых сланцев, баритов, циполемов, мраморов и метариолитов вместе с кальцитом и доломитом мощностью до трёх километров. В других частях докембрийского комплекса широко распространены гранитоиды, которые в некоторых случаях слились с окружающими гнейсами. Встречаются тела и жилы пегматита и аплита. Возраст гранитоидов составляет от одного миллиарда до 800 миллионов лет с помощью калий-аргоновых методов датирования и, по-видимому, относится к периоду орогении Гренвилля.
Докембрийский комплекс в Сербо-Македонском массиве сложен гнейсом, слюдяным сланцем и габбро-амфиболитом с небольшими массами мрамора и метархиолита. Гнейс связан с нижней частью массива и включает такие минералы, как мусковит, биотит и авген. Слюдистые сланцы обычно встречаются тонкими полосами, в то время как габбро-амфиболиты представляют собой метаморфизованные интрузии магмы и основные породы с мета-туфом, иногда с вкраплениями гнейсов и слюдистых сланцев в полосах и линзах. В Пелагоне породы имеют региональный метаморфизм барровского типа вплоть до зелёносланцевой толщи метаморфических фаций. В Сербо-Македонском массиве породы также достигают фации зелёных сланцев и демонстрируют метаморфизм барровского типа.

### Палеозой (541—251 миллион лет назад)
Палеозойские породы широко распространены в Северной Македонии, особенно на западе, включая филлиты, вулканические образования и свидетельства образования рифея через кембрий, ордовик, девон и силур, основанные на ископаемых головоногих моллюсках, кораллах, брахиопод, трилобитах и гониатитах. Рифейско-кембрийские породы особенно распространены в Сербо-Македонском массиве, представляя осадочно-вулканические толщи альбитовых, эпидотовых и хлоритовых сланцев, альбит-кварц-серицитовых сланцев, амфиболовых метагаббро и метадиабазов, таких как комплекс Власина в Сербии. В рифейско-кембрийском сегменте Вардарской зоны также преобладают метариолиты, включая филлит, спилит и кератофир, эпидот-хлорит, спилит-слюдистые сланцы и низкокачественные метаморфические сланцы. Породы ордовика представлены метаосадками, такими как филлит, песчаный филлит, кварцитовый песчаник и некоторые сланцы. Силур также имеет филлитоподобные породы, но имеет большую долю вулканических и кварцевых порфировых пород. Девон — это западная часть Северной Македонии, которая также определяется филлитами, а также графитовыми сланцами, конгломератами, кварцитами и углеродистыми сланцами, а также мрамором, содержащим окаменелости криноидей. Палеозойские образования в разных зонах указывают на то, что нижние толщи наиболее сложны в восточной части Северной Македонии, тогда как ордовикские и девонские образования, как правило, менее многочисленны в зоне Вардар и, как правило, больше присутствуют на западе. Крайстидес, вулканический комплекс, простирающийся до соседней Болгарии, доминирует в некоторых частях страны, с зелёным сланцем, метадиабазом и спилитом на его нижних уровнях и филлитовыми сланцами на верхних уровнях.
Палеозойские магматические образования включают интрузии гранитоидов как на западе, так и на востоке, такие как массив Пелистер на западе, который хорошо известен геологам, потому что он прорывает палеозойские образования каледонского возраста орогенеза, сформировавшиеся 456 миллионов лет назад. В его состав входят биотит, щелочные граниты и адамеллит. Крушевский гранодиорит связан с герцинской орогенезой 289 миллионов лет назад и представляет собой биотитовый гранит, подвергшийся интенсивному метаморфизму. Гранит здесь имеет тенденцию к катакластности, в то время как биотит в значительной степени превратился во вторичные минералы. В районе Крайстид на востоке есть несколько дополнительных интрузий, включая слоистые граниты и розовые граниты, а также аплит и кварцевый порфир.
Региональный метаморфизм палеозойских пород в западной части Северной Македонии характеризуется низкими температурами и высокими давлениями, особенно палеозойские породы во время альпийского периода горообразования прошли через один период интенсивного катакластического метаморфизма.

### Мезозой (251-66 миллионов лет назад)
Триасовые породы в основном встречаются в западной части Северной Македонии, но меньше в зоне Вардар, покрывая лишь небольшую территорию в пограничной зоне Делчево недалеко от Болгарии. В основном это вулканические породы в нижних толщах, перекрытых углеродистым доломитом. Юрские породы особенно распространены в зоне Вардар, особенно широко на западе. В этом районе породы чрезвычайно разнообразны из-за офиолитовых образований и массивов. Офиолиты встречаются в серпентинизированных ультраосновных массах или иногда в виде более полных офиолитовых комплексов. Кроме ультраосновных пород встречаются диабаз, габбро, перидотит и базальт. В Вардарской зоне серия разломов и диапиров слоистая и сильно серпентинизирована. Массив Радуша — самый значительный офиолитовый массив, занимающий площадь 60 квадратных километров к северо-западу от Скопье. Хромовая руда добывалась из массива десятилетиями, а также содержит дуниты, гарцбургиты, жилы и линзы габбро и родингита. Габбро-диориты офиолитовой свиты включают массивы Демир-Капия-Гевгелия, Клепа и Скопска-Црна-Гора в центральной части Вардарской зоны. Массив Демир Капия — Гевгелия простирается на площади 400 квадратных километров.
Базальные конгломераты в районе Демир Капия перекрыты массивными известняками титона. Кумуляты офиолита-габбро идентифицированы как габбро океанического типа, а базальты, как полагают, сформировались из 20 процентов ранее существовавших пород земной коры. Среди кислых магматических интрузивных тел в этом районе встречаются граниты и гранодиориты. На западе, в окрестностях хребта Кораб, находится известняковая формация со слоями кремня и флишевидная формация, преобладающая в недрах почвы, состоящая из аргиллита, известняка и алевролита. К югу расположен дополнительный офиолитовый комплекс с породами, подобными Вардарской зоне.
Меловые породы включают образцы турона и сенона. Альбские скалы встречаются только вокруг юго-восточного города Штип. Флиш — самый распространенный остаток сенона, особенно в западной зоне Вардар (до трёх километров чередующихся конгломератов, песчаников, аркоза, мергеля, известняка и окаменелостей рудистов, смещающихся в сторону алевролита на востоке). Вдоль рек Радика и Дрим в западной части Северной Македонии обнажаются флиш, углистые песчаниковые известняки и олистолитовые известняки. Меловые интрузивные тела включают небольшие тела гранита вдоль зоны разлома Пелагона, датируемые 118 миллионами лет назад.

### Кайнозой (66 миллионов лет назад — настоящее время)
Кайнозой представлен континентальными и морскими отложениями эоцена, а также вулканическими образованиями неогена и последних 2,5 миллионов лет четвертичного периода. Эоценовые породы в основном встречаются в зоне Вардар, особенно недалеко от Делчево, вдоль болгарской границы и Дебара. Красный или фиолетовый конгломерат и песчаник составляют нижние слои вместе с образованиями мелассы. Они перекрыты чередующимися последовательностями песчано-глинистого флиша со слоями известняка, богатыми окаменелостями эоцена. Олигоцен вдоль границы с Болгарией представлен породами кварцевого латита и дацита. Континентальная моласса откладывалась в миоцене и плиоцене вместе с песком, глиной, туфом, вулканическим пеплом, хотя в районе Пелагона есть несколько слоев диатомита и известняка. Мергель толщиной 1,5 км заполняет долину Скопье. Плиоценовые пески покрыты известняком и травертином, образовавшимися из озерных донных и гидротермальных вод. К тому же периоду относится Злетово-Кратовское вулканическое образование. Небольшие извержения базальтов на краю Вардарской зоны в раннем четвертичном периоде образовали одни из самых молодых горных пород в стране.

## Геология природных ресурсов
В прошлом в Северной Македонии добывали железо, хром, диатомит, мрамор, перлит и другие ресурсы. Свинец, цинк, медь,облицовочный камень и кварцит добывались в небольших масштабах в 1990-х годах.